# هنري واتكينز ألين
هنري واتكينز ألين هو محامي وناشر وسياسي أمريكي، ولد في 29 أبريل 1820 في مقاطعة برينس إدورد في الولايات المتحدة، وتوفي في 22 أبريل 1866 في مدينة مكسيكو في المكسيك. نشط حزبياً في الحزب الديمقراطي. وقد انتخب حاكم لويزيانا ‏ (25 يناير 1864 – 2 يونيو 1865) وانتخب عضو مجلس نواب مسيسيبي ‏ وانتخب عضو مجلس نواب لويزيانا ‏.